# HD 222582
HD 222582 är en trippelstjärna belägen i den norra delen av stjärnbilden Vattumannen. Den har en skenbar magnitud av ca 7,69 och kräver åtminstone en handkikare eller ett mindre teleskop för att kunna observeras.  Baserat på parallax enligt Gaia Data Release 2 på ca 23,7 mas, beräknas den befinna sig på ett avstånd på ca 138 ljusår (ca 42 parsek) från solen. Den rör sig bort från solen med en heliocentrisk radialhastighet på ca 12 km/s. Stjärnans position nära ekliptikan innebär att den är föremål för ockultationer med månen.

## Egenskaper
Primärstjärnan HD 222582 A är en solliknande gul till vit stjärna i huvudserien av spektralklass G5 V, som vid en ålder av 6,5 miljarder år har en inaktiv kromosfär. Den har en massa som är ungefär lika med en solmassa, en radie som är drygt en solradie och har ca 1,3 gånger solens utstrålning av energi från dess fotosfär vid en effektiv temperatur av ca 5 800 K.
Följeslagaren är en snäv dubbelstjärna betecknad HD 222582 Ba och Bb. Paret har en kombinerad spektralklass av M4.5 V+ och en sammanlagd massa ca 0,2 solmassa.

## Planetsystem
I november 1999 tillkännagavs av California and Carnegie Planet Search en tät superjupiterplanet som kretsar kring primärstjärnan. Den betecknades som komponent "b" och upptäcktes med metoden för mätning av radiell hastighet, genom 24 observationer under en period av 1,5 år. Exoplaneten har en omloppsperiod på 1,57 år och en mycket stor excentricitet på 0,76, från 0,39 AE ut till 2,31 AE från primärstjärnan.
| Planet | Massa   | Halv storaxel (AE) | Siderisk omloppstid (d) | Excentricitet | Inklination | Radie |
| ------ | ------- | ------------------ | ----------------------- | ------------- | ----------- | ----- |
| b      | 8,37 MJ | 1,35               | 572                     | 0,76          | -           | -     |